# B–10 (löveg)
A B–10 (oroszul: Безоткатное орудие–10 [bezotkatnoje orugyije], kelet-német jelölése: RG82) szovjet gyártmányú 82 mm-es simacsövű hátrasiklás nélküli löveg. A fegyvert a BTR–50 páncélozott szállítójármű hátulján is lehetett szállítani.

## Története
A korábbi, még a második világháború végén tervezett SZPG–82 lövegből fejlesztették ki a Borisz Savirin irányítása alatt álló kolomnai SZKB–4 (ma: KBM) tervezőirodában az 1950-es évek elején. Rendszeresítése az 1954-es év folyamán történt. Sorozatgyártása 1964-ig folyt a Tulai Gépgyárban. A Szovjet Hadseregből az 1960-as években vonták ki, helyét az SZPG–9 vette át, viszont ejtőernyős alakulatoknál legalább az 1980-as évekig szolgált. Manapság elavultnak számít, de a hidegháború alatt sok országban rendszeresítették.

## Harcászati és műszaki jellemzői

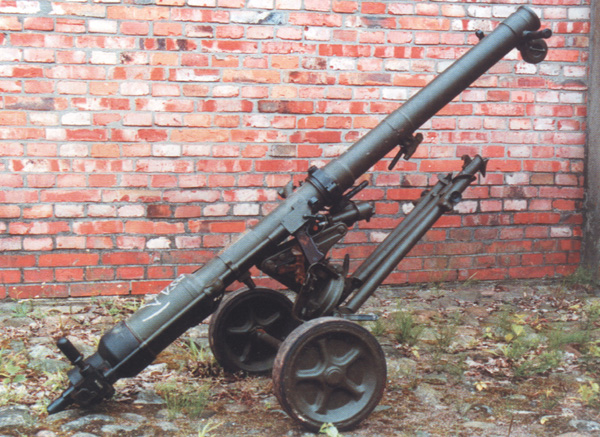
B–10 hátrasiklás nélküli löveg

A fegyver egy nagy lövegcsőből áll, irányzásához a bal oldalra erősített PBO–2 irányzékot használták. A lövegcsövet egy kicsi futóműre építették, amely oldalanként egy-egy nagy kerékkel rendelkezett, melyeket le lehetett szerelni. A futóműbe integrált háromlábú állványt szereltek, amelyről alaphelyzetben a fegyver tüzelt. A lövegcső elejére egy kicsi kereket erősítettek, hogy megelőzzék annak a földhöz érését vontatás közben. Alapjában járművel vontatták, de négyfős személyzete is arrébb húzhatta a csőszáj két oldalára helyezett fogantyúk segítségével.
Az állványt két tüzelési pozícióba is lehetett állítani, az egyik jobb hatásterületet biztosított, a másik alacsony sziluettet. A lövedékeket a závárzaton keresztül töltötték a fegyverbe, az elsütő szerkezetet és a pisztolymarkolatot pedig a lövegcső jobb oldalán helyezték el.
Közvetlen irányzáshoz 5,5-szeres nagyítású, közvetett irányzáshoz 2,5-szeres nagyítású PBO–2 optikai irányzékot használtak.

## Lőszer
- BK–881 – szárnystabilizált kumulatív lövedék
  - Lövedék súlya: 3,87 kg
  - Robbanótöltet: 0,46 kg RDX
  - Gyújtó: GK–2 piezoelektromos csapódó fenékgyújtó
- BK–881M – szárnystabilizált kumulatív lövedék
  - Lövedék súlya: 4,11 kg
  - Robbanótöltet: 0,54 kg RDX
  - Gyújtó: GK–2M PDIBD
  - Csőtorkolati sebesség: 322 m/s
- O–881A – repesz-romboló lövedék
  - Lövedék súlya: 3,90 kg
  - Robbanótöltet: 0,46 kg TNT/dinitronaftalén
  - Gyújtó: GK–2 piezoelektromos csapódó fenékgyújtó
  - Csőtorkolati sebesség: 320 m/s
  - Maximális lőtávolság: 4500 m
- 65-ös típus (kínai) – kumulatív lövedék
  - Lövedék súlya: 3,5 kg
  - Csőtorkolati sebesség: 240 m/s
- 65-ös típus (kínai) – repesz-romboló
  - Lövedék súlya: 4,6 kg
  - Csőtorkolati sebesség: 175 m/s
  - Maximális lőtávolság: 1750 m

## Típusváltozatok

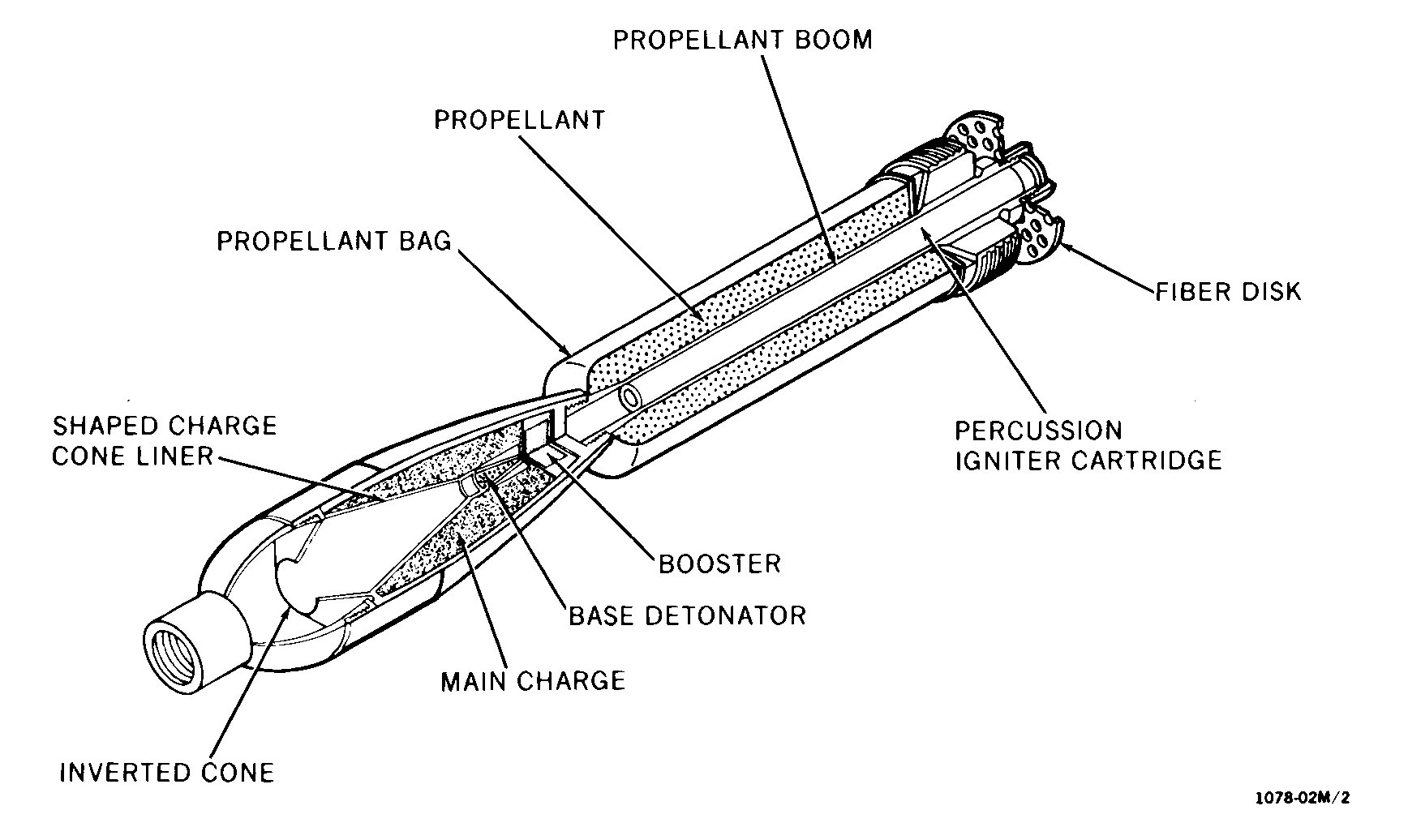
A BK–881 kumulatív lövedék metszetrajza

- 65-ös típus – Kínai változat, amely csupán 28,2 kg-ot nyomott háromlábú állvánnyal kerekek nélkül.
- 65–1-es típus – Kínai változat, melyet két részre lehetett bontani hosszú távú szállításhoz.

## Fordítás
- Ez a szócikk részben vagy egészben  a   B-10 recoilless rifle című angol Wikipédia-szócikk ezen változatának fordításán alapul.  Az eredeti cikk szerkesztőit annak laptörténete sorolja fel. Ez a jelzés csupán a megfogalmazás eredetét és a szerzői jogokat jelzi, nem szolgál a cikkben szereplő információk forrásmegjelöléseként.